# Fiorenza Cossotto
Fiorenza Cossotto (Crescentino, 22 aprile 1935) è un mezzosoprano italiano.

## Biografia
Si diplomò al Conservatorio Giuseppe Verdi di Torino e successivamente vinse il concorso per la scuola del Teatro alla Scala, dove esordì il 22 dicembre 1956 ne L'angelo di fuoco, cui seguì, per circa un triennio, una lunga serie di ruoli comprimari (Suor Matilde, Suzuki, Fenena, Neris, Maddalena, Siebel, Madelon, Preziosilla), interrotta solo sporadicamente da qualche parte più importante, come Cherubino ne Le nozze di Figaro e soprattutto Giovanna Seymour in Anna Bolena al festival di Wexford nel 1958, che le valse un alto apprezzamento da parte della critica inglese.
Le qualità espresse in quello spettacolo le schiusero definitivamente le porte di una brillante carriera. Nel 1959 debuttò al Covent Garden di Londra come Neris in Medea, al fianco di Maria Callas. Nel 1960 fu chiamata a sostituire Giulietta Simionato in Aida all'Arena di Verona, iniziando una progressiva ascesa, anche attraverso il graduale allargamento del repertorio: La Gioconda (Liceu di Barcellona 1960), La favorita (RAI 1960), Adriana Lecouvreur (Teatro dell'Opera di Roma 1962), Don Carlo (Losanna 1962), Il trovatore (Barcellona 1962), Cavalleria rusticana (Venezia 1963), Carmen.
Nel 1961 ancora un'indisposizione di Giulietta Simionato le spalancò come protagonista le porte della Scala, dove riportò un vero e proprio trionfo ne La Favorita, iniziando una regolare presenza per un trentennio nel massimo teatro milanese, di cui inaugurò la stagione del 1962 con Il trovatore. Nel 1964 debuttò alla Lyric Opera di Chicago ne La Favorita e nel 1968 al Metropolitan di New York come Amneris in Aida. Fu presente al Met per un ventennio in ruoli da protagonista.
Seppur progressivamente assorbita dai più celebri ruoli del repertorio ottocentesco, la Cossotto non trascurò, specie nella parte iniziale della carriera, il repertorio del 700 e del primo 800 (Il matrimonio segreto, Serse, Lucio Silla, La pietra del paragone, L'occasione fa il ladro, Lo frate 'nnamorato, Varrone e Perrica, I Capuleti e i Montecchi), e quello contemporaneo, tra cui le prime esecuzioni di La donna è mobile di Gian Francesco Malipiero (Piccola Scala, 1957), La scuola delle mogli di Virgilio Mortari (Piccola Scala, 1959), L'isola del tesoro di Vieri Tosatti (Teatro Comunale di Bologna, 1958) e le riprese de Il cordovano di Goffredo Petrassi (Piccola Scala, 1959) e Mavra di Igor' Stravinskij (Piccola Scala, 1960).
Continuò la carriera fino al 2005, quando apparve in Suor Angelica a Liegi. Fu sposata con il basso Ivo Vinco.

## Vocalità e personalità interpretativa
Come scrive Giorgio Gualerzi, la Cossotto entra di diritto nel ristretto novero dei grandi mezzosoprani per i mezzi vocali assolutamente di prim'ordine, caratterizzati da naturale bellezza e suono, timbricamente lucente e squillante, e dallo schietto colore di mezzosoprano soprattutto nel medio e nell'alto, mentre il registro grave, alquanto debole nella sonorità (fatto particolarmente avvertito nel Trovatore), appare essere ancora piuttosto il frutto di attento e assiduo studio.
D'altra parte la facilità d'emissione le consentiva di raggiungere con la massima naturalezza gli acuti estremi (significativi, a questo proposito, la Eboli del Don Carlo e l'Urbano de Gli ugonotti) e di eccellere anche nel genere coloratura (La Cenerentola) . Occasionalmente, anche se solo in disco, ha affrontato alcune parti di soprano, come le verdiane Lady Macbeth e la Marchesa del Poggio in Un giorno di regno. Ha anche inciso un recital dedicato alle arie per soprano di Giuseppe Verdi.

## Repertorio
| Ruolo                   | Titolo                       | Autore      |
| ----------------------- | ---------------------------- | ----------- |
| Romeo Montecchi         | I Capuleti e i Montecchi     | Bellini     |
| Teresa                  | La sonnambula                | Bellini     |
| Adalgisa                | Norma                        | Bellini     |
| Ascanio                 | I Troiani                    | Berlioz     |
| Carmen                  | Carmen                       | Bizet       |
| Pantalis                | Mefistofele                  | Boito       |
| Neris                   | Medea                        | Cherubini   |
| Principessa di Bouillon | Adriana Lecouvreur           | Cilea       |
| Fidalma                 | Il matrimonio segreto        | Cimarosa    |
| Leonora                 | Le astuzie femminili         | Cimarosa    |
| Giovanna Seymour        | Anna Bolena                  | Donizetti   |
| Leonora di Gusman       | La favorita                  | Donizetti   |
| Marchesa di Berkenfield | La figlia del reggimento     | Donizetti   |
| Bersi                   | Andrea Chénier               | Giordano    |
| Vania                   | Una vita per lo Zar          | Glinka      |
| Orfeo                   | Orfeo ed Euridice            | Gluck       |
| Diana                   | Ifigenia in Tauride          | Gluck       |
| Siebel                  | Faust                        | Gounod      |
| Atalanta                | Serse                        | Händel      |
| Hänsel                  | Hänsel und Gretel            | Humperdinck |
| Nina                    | La donna é mobile            | Malipiero   |
| Santuzza                | Cavalleria rusticana         | Mascagni    |
| Charlotte               | Werther                      | Massenet    |
| Urbano                  | Gli ugonotti                 | Meyerbeer   |
| Marinetta               | La scuola delle mogli        | Mortari     |
| Cecilio                 | Lucio Silla                  | Mozart      |
| Cherubino               | Le nozze di Figaro           | Mozart      |
| Fëdor                   | Boris Godunov                | Musorgskij  |
| Marfa                   | Chovanščina                  | Musorgskij  |
| Luggrezia               | Lo frate 'nnamorato          | Pergolesi   |
| Hortigosa               | Il Cordovano                 | Petrassi    |
| Laura Adorno            | La Gioconda                  | Ponchielli  |
| Suor Matilde            | I dialoghi delle Carmelitane | Poulenc     |
| Quarta suora            | L'angelo di fuoco            | Prokof'ev   |
| Un musico               | Manon Lescaut                | Puccini     |
| Suzuki                  | Madama Butterfly             | Puccini     |
| La zia principessa      | Suor Angelica                | Puccini     |
| Ernestina               | L'occasione fa il ladro      | Rossini     |
| Clarice                 | La pietra del paragone       | Rossini     |
| Tancredi                | Tancredi                     | Rossini     |
| Rosina                  | Il barbiere di Siviglia      | Rossini     |
| Dalila                  | Samson et Dalila             | Saint-Saëns |
| Statira                 | Olimpia                      | Spontini    |
| La Madre                | Mavra                        | Stravinskij |
| Jim                     | L'isola del tesoro           | Tosatti     |
| Marchesa del Poggio     | Un giorno di regno           | Verdi       |
| Fenena                  | Nabucco                      | Verdi       |
| Lady Macbeth            | Macbeth                      | Verdi       |
| Maddalena               | Rigoletto                    | Verdi       |
| Azucena                 | Il trovatore                 | Verdi       |
| Ulrica                  | Un ballo in maschera         | Verdi       |
| Preziosilla             | La forza del destino         | Verdi       |
| Principessa Eboli       | Don Carlo                    | Verdi       |
| Amneris                 | Aida                         | Verdi       |
| Mrs Quickly             | Falstaff                     | Verdi       |
| La Comandante           | I cavalieri di Ekebù         | Zandonai    |

## Discografia
| Anno | Titolo Ruolo                           | Cast                                                                | Direttore             | Casa                |
| ---- | -------------------------------------- | ------------------------------------------------------------------- | --------------------- | ------------------- |
| 1956 | Andrea Chénier La mulatta Bersi        | Mario Del Monaco, Renata Tebaldi, Ettore Bastianini                 | Gianandrea Gavazzeni  | Decca               |
| 1957 | Manon Lescaut Un musico                | Maria Callas, Giuseppe Di Stefano, Franco Calabrese                 | Tullio Serafin        | Columbia/EMI        |
|      | La sonnambula Teresa                   | Maria Callas, Nicola Monti, Nicola Zaccaria                         | Antonino Votto        | Columbia/EMI        |
| 1958 | Madama Butterfly Suzuki                | Renata Tebaldi, Carlo Bergonzi, Enzo Sordello                       | Tullio Serafin        | Decca               |
| 1959 | La Gioconda Laura Adorno               | Maria Callas, Pier Miranda Ferraro, Piero Cappuccilli               | Antonino Votto        | Columbia/EMI        |
|      | Messa di requiem                       | Shakeh Vartenissian, Boris Christoff, Eugenio Fernandi              | Tullio Serafin        | Columbia/EMI        |
| 1960 | Le nozze di Figaro Cherubino           | Giuseppe Taddei, Anna Moffo, Elisabeth Schwarzkopf                  | Carlo Maria Giulini   | EMI                 |
|      | Rigoletto Maddalena                    | Ettore Bastianini, Renata Scotto, Alfredo Kraus                     | Gianandrea Gavazzeni  | Ricordi             |
| 1961 | Don Carlo Principessa d'Eboli          | Flaviano Labò, Antonietta Stella, Boris Christov, Ettore Bastianini | Gabriele Santini      | Deutsche Grammophon |
| 1962 | Il trovatore Azucena                   | Carlo Bergonzi, Antonietta Stella, Ettore Bastianini                | Tullio Serafin        | Deutsche Grammophon |
| 1964 | Rigoletto Maddalena                    | Dietrich Fischer-Dieskau, Renata Scotto, Alfredo Kraus              | Rafael Kubelík        | Deutsche Grammophon |
| 1965 | Cavalleria rusticana Santuzza          | Carlo Bergonzi, Giangiacomo Guelfi, Adriana Martino                 | Herbert von Karajan   | Deutsche Grammophon |
| 1967 | Medea Neris                            | Gwyneth Jones, Bruno Prevedi, Justino Diaz                          | Lamberto Gardelli     | Decca               |
|      | Norma Adalgisa                         | Elena Souliotis, Mario Del Monaco, Carlo Cava                       | Silvio Varviso        | Decca               |
| 1969 | Il trovatore Azucena                   | Plácido Domingo, Leontyne Price, Sherrill Milnes                    | Zubin Mehta           | RCA                 |
| 1972 | Norma Adalgisa                         | Montserrat Caballé, Plácido Domingo, Ruggero Raimondi               | Carlo Felice Cillario | RCA                 |
| 1973 | Un giorno di regno Marchesa del Poggio | Ingvar Wixell, Jessye Norman, José Carreras                         | Lamberto Gardelli     | Philips             |
|      | Suor Angelica Zia Principessa          | Katia Ricciarelli                                                   | Bruno Bartoletti      | RCA                 |
| 1974 | Aida Amneris                           | Montserrat Caballé, Plácido Domingo, Piero Cappuccilli              | Riccardo Muti         | EMI                 |
|      | La favorita Leonora di Guzman          | Gabriel Bacquier, Luciano Pavarotti, Nicolaj Ghiaurov               | Richard Bonynge       | Decca               |
| 1975 | Un ballo in maschera Ulrica            | Plácido Domingo, Martina Arroyo, Piero Cappuccilli                  | Riccardo Muti         | EMI                 |
| 1976 | La forza del destino Preziosilla       | Plácido Domingo, Leontyne Price, Sherrill Milnes                    | James Levine          | RCA                 |
|      | Macbeth Lady Macbeth                   | Sherrill Milnes, Ruggero Raimondi, José Carreras                    | Riccardo Muti         | EMI                 |
| 1978 | Transitus Animae Anima                 | Orchestra dell'Angelicum di Milano, Coro Polifonico di Milano       | Franco Caracciolo     | Angelicum           |
|      | Tancredi                               | Lella Cuberli, Werner Hollweg, Nikola Gjuzelev                      | Gabriele Ferro        | Warner Fonit        |

## Video
| Anno | Sede     | Titolo Ruolo                               | Cast | Direttore             | Casa                |
| ---- | -------- | ------------------------------------------ | --- | --------------------- | ------------------- |
| 1957 | Milano   | Hänsel e Gretel Hansel                     | Leyla Gencer, Jan Poleri, Vittoria Palombini, Enrico Campi, Maria Armadini, Jolanda Mancini, Margherita Benetti | Nino Sanzogno         | RAI                 |
| 1966 | Verona   | Aida Amneris                               | Leyla Gencer, Carlo Bergonzi, Anselmo Colzani, Bonaldo Giaiotti                                                 | Franco Capuana        | Hardy Classics      |
| 1967 | Milano   | Messa da requiem Mezzosoprano              | Luciano Pavarotti, Nicolaj Ghiaurov, Leontyne Price                                                             | Herbert von Karajan   | DG                  |
| 1968 | Film     | Cavalleria rusticana Santuzza              | Gianfranco Cecchele, Giangiacomo Guelfi                                                                         | Herbert von Karajan   | Decca Records       |
|      | Torino   | Il barbiere di Siviglia Rosina             | Sesto Bruscantini, Luigi Alva, Fernando Corena, Ivo Vinco                                                       | Nino Sanzogno         | RAI                 |
| 1971 | Tokyo    | La favorita Leonora di Guzman              | Alfredo Kraus, Sesto Bruscantini, Ruggero Raimondi                                                              | Oliviero De Fabritiis | VAI                 |
| 1973 | Tokyo    | Aida Amneris                               | Carlo Bergonzi, Orianna Santunione, Ivo Vinco                                                                   | Oliviero De Fabritiis | VAI                 |
| 1976 | Tokyo    | Adriana Lecouvreur Principessa di Bouillon | Montserrat Caballé, José Carreras, Attilio D'Orazi                                                              | Gianfranco Masini     | VAI                 |
| 1978 | Film     | Il trovatore Azucena                       | Plácido Domingo, Rajna Kabaivanska, Piero Cappuccilli                                                           | Herbert von Karajan   | TDK                 |
| 1981 | Verona   | Aida Amneris                               | Maria Chiara, Nicola Martinucci                                                                                 | Anton Guadagno        | Warner Classics     |
| 1985 | Verona   | Il trovatore Azucena                       | Franco Bonisolli, Giorgio Zancanaro, Rosalind Plowright                                                         | Reynald Giovaninetti  | Warner Music Vision |
| 1989 | La Scala | Adriana Lecouvreur Principessa di Bouillon | Mirella Freni, Peter Dvorsky, Alessandro Cassis                                                                 | Gianandrea Gavazzeni  | Opus Arte           |